# Bois Larris
Bois Larris est une ancienne demeure de la famille Menier, située dans l'Oise à proximité de Chantilly. Le site abrite entre 1956 et 2023 une institution permettant à des mineurs handicapés moteurs de recevoir un suivi médical adapté tout en poursuivant sur place leur scolarité. Ce manoir accueillit à la fin de la Seconde Guerre mondiale le seul « Lebensborn » ayant été implanté sur le sol français.

## Toponymie
En Picard, un larris désigne une lande utilisée comme pacage pour les moutons. Ce mot est apparenté au terme laer ou leer qui désigne une friche dans le Nord, ou encore au Leyritz ou Leyris (la vaine pâture) dans le sud de la France.

## Histoire

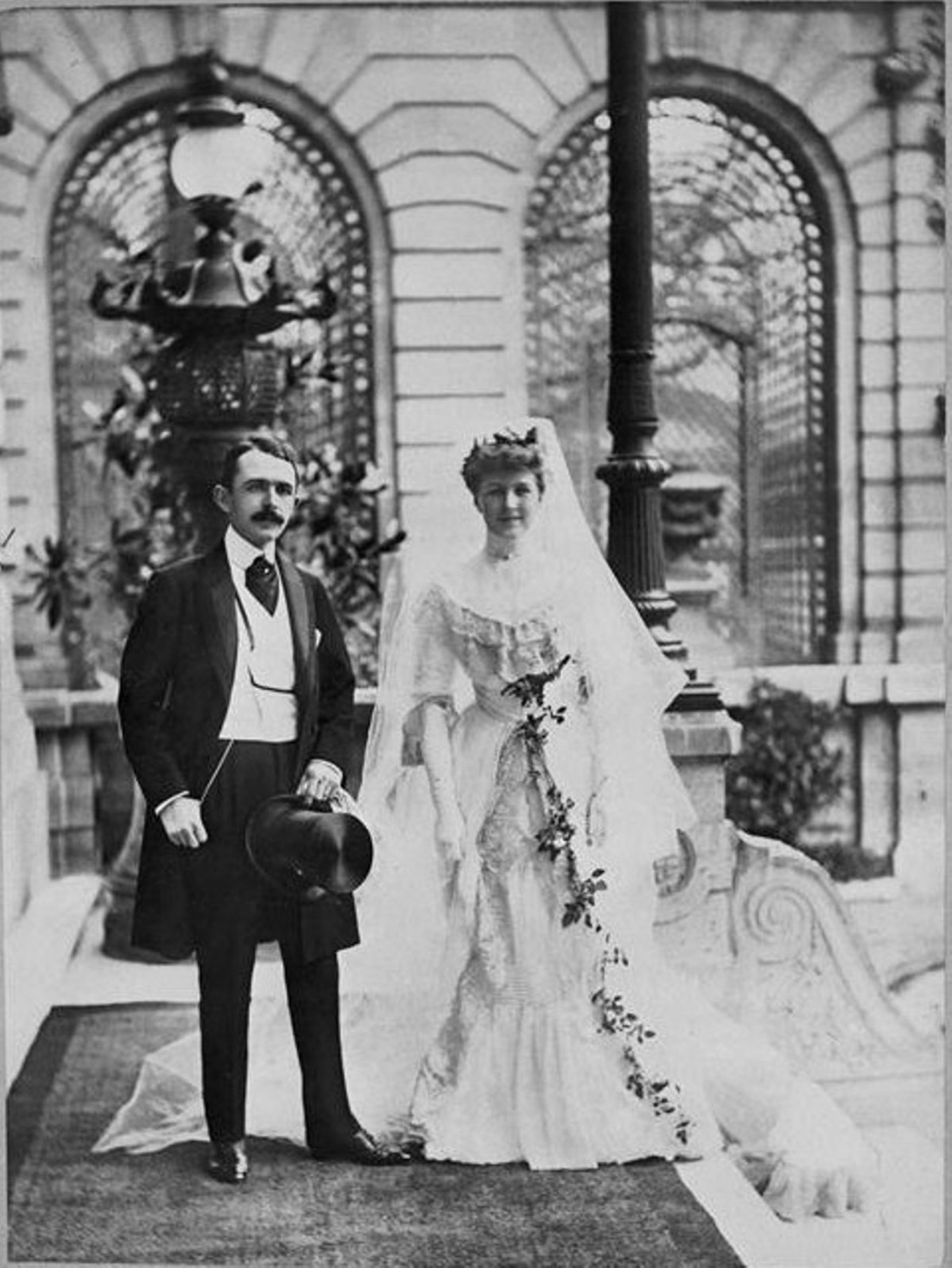
Georges Menier et Simone Legrand lors de leur mariage en 1903.

Situé dans la commune de Lamorlaye, le manoir de Bois Larris et ses dépendances sont construits à partir de 1911 à la demande de Gaston Menier selon des plans de Stephen Sauvestre, dans le style anglo-normand qu'affectionnait cet architecte. Lorsque son fils Georges Menier et son épouse Simone Legrand s'y installent en 1919, la demeure s'appelle alors la Villa Tourne-Bride. Elle est dotée d'un jardin japonais et reste une propriété privée jusqu'en 1955.

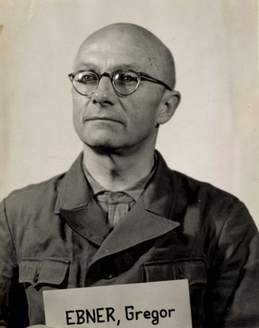
Le médecin nazi Gregor Ebner lors de son arrestation par les Alliés.

En 1940, la demeure est réquisitionnée par l'armée allemande, dans un premier temps pour loger des troupes, puis à partir de 1942 elle est réattribuée à la SS. Son cadre champêtre et sa situation géographique peu éloignée de Paris lui valent alors d'abriter l'unique Lebensborn (« fontaine de vie ») ayant existé sur le sol français. Il s'agissait d'une maternité destinée à produire des enfants prétendument d'une race pure et supérieure, issus de SS et de femmes françaises sélectionnées pour leurs caractéristiques aryennes, grandes, blondes aux yeux bleus. La pouponnière est inaugurée sous le nom de Westwald (La forêt de l'Ouest) le 6 février 1944. La population locale est soigneusement tenue à l'écart et le site gardé par la SS. Il y naît une vingtaine d'enfants. À la suite de sa tournée d'inspection du 24 avril 1944, le médecin nazi et Oberführer SS Gregor Ebner rédige un rapport de trois pages sur l'établissement où il note la mauvaise gestion de la maternité liée à l'absence du Commandant responsable de la place. Il est en revanche satisfait par la qualité raciale des six mères alors présentes et par la bonne santé des enfants. Le 7 août 1944, le site est évacué en urgence, les archives sont brûlées et les nouveau-nés transférés à la maison mère de Steinhöring en Haute-Bavière,.
Après la Libération, la villa reste inoccupée pendant une dizaine d'années avant d'être rachetée par la Fondation pour le traitement et la formation professionnelle des jeunes infirmes, sous l'impulsion de la baronne Jacqueline de Maupeou, épouse du banquier Jacques Mallet, très active au sein de la Croix-Rouge. La demeure abrite dès lors un Centre de réadaptation fonctionnelle, avec un internat de 76 lits. En 1965, la Croix-Rouge devient gestionnaire du site. L'association devient propriétaire des lieux en 1980. En 2001, une unité clinique de la marche et du mouvement y est installée.

## Le centre de soins de 1956 à 2023
Le Centre de médecine physique et de réadaptation pour enfants (CMPRE) est un établissement de soins privé administré par un conseil de surveillance. Il compte cent-deux lits et cinq médecins dans les spécialités des affections de l'appareil locomoteur et du système nerveux. Après trois phases d'agrandissements successives (1961, 1980 et 1983), l'établissement s'étend finalement sur quatre niveaux.
L'IRFSS des Hauts-de-France organise de 1968 à 2023 des formations à Bois Larris, tout d'abord dans le domaine de la kinésithérapie, puis des ambulanciers.
En mars 2023, le centre de médecine physique et de réadaptation du Bois Larris a été contraint de fermer l'intégralité du site en raison de l'instabilité de la structure d'un des bâtiments, ce qui provoque des manifestations et le mécontentement des familles auxquelles aucune solution de repli n'a été proposée,,,.

## Postérité
Le manoir de Bois Larris et ses précédentes fonctions de Lebensborn et de centre de réadaptation pour enfants sont mentionnés dans le roman La Conjuration primitive de Maxime Chattam, paru en 2013 chez Albin Michel. Le Lebensborn de Bois Larris a fait l'objet d'une émission diffusée sur France Culture les 22 et 23 juin 2019 et ré-écoutable en podcast.

## Sources et références
1. 1 2  « C.M.P.R.E. Bois-Larris », sur cmpr-boislarris.croix-rouge.fr (consulté le 25 novembre 2018)
2. ↑  « Larris | Vous voyez le topo », sur vousvoyezletopo.blog.lemonde.fr (consulté le 25 novembre 2018)
3. ↑  « Musée d'Orsay: zoom », sur www.musee-orsay.fr (consulté le 24 novembre 2018).
4. ↑  lateb, « lamorlaye », sur pone.lateb.pagesperso-orange.fr (consulté le 24 novembre 2018).
5. ↑  « LEBENSBORN de LAMORLAYE - Picardie - », sur eklablog.com (consulté le 18 novembre 2021).
6. ↑  « Edition du soir Ouest France », sur www.ouest-france.fr (consulté le 24 novembre 2018).
7. ↑  « France 1944: la fabrique des enfants parfaits », LExpress.fr,‎ 6 juillet 2009 (lire en ligne, consulté le 24 novembre 2018).
8. ↑  « C.M.P.R.E. Bois-Larris : Un lieu, une histoire », sur cmpr-boislarris.croix-rouge.fr (consulté le 24 novembre 2018).
9. ↑  « C.M.P.R.E. Bois-Larris : Répartition des locaux », sur cmpr-boislarris.croix-rouge.fr (consulté le 25 novembre 2018)
10. ↑  « Institut de Formation Cadre de Santé - Site de Bois-Larris », sur Institut de formation Croix-Rouge - Hauts-de-France (consulté le 25 novembre 2018)
11. ↑  « L’institut régional », sur Institut de formation Croix-Rouge - Hauts-de-France (consulté le 25 novembre 2018)
12. ↑  « "Ce sont des enfants. Ils ne méritent pas ça" : un an après la fermeture d'un centre rééducation pour enfants, l'attente des patients et des parents », sur France 3 Hauts-de-France, 26 janvier 2024 (consulté le 2 juillet 2024)
13. ↑  Fred Normand, « Un an après la fermeture du centre de réadaptation pour enfants de Bois-Larris, à Lamorlaye, la mobilisation ne faiblit pas », sur Oise Hebdo, 17 mars 2024 (consulté le 2 juillet 2024)
14. ↑  Par Simon Gourru Le 6 octobre 2023 à 06h30, « « L’impression d’avoir été manipulé » : dans l’Oise, le centre de rééducation pour enfants ne rouvrira pas », sur leparisien.fr, 6 octobre 2023 (consulté le 2 juillet 2024)
15. ↑  Payet 2024.
16. ↑  Maxime Chattam, La conjuration primitive: roman, A. Michel, 2012 (ISBN 978-2-226-24140-5)
17. ↑  « Le manoir de Bois Larris : épisode 6/8 du podcast Histoires de lieux : collection été 2019 », sur France Culture (consulté le 7 juin 2025)